# Charles de Lalaisse
Ne doit pas être confondu avec François Hippolyte Lalaisse.
Charles de Lalaisse, ou Charles Lalaisse (sur certaines estampes, son nom est orthographié Lalaise) né François Édouard Charles Delalaisse le 22 août 1811 à Nancy, et mort à Paris (5e arrondissement) le 21 janvier 1892, est un graveur d'interprétation (burin, eau-forte, aquatinte, bois), lithographe, dessinateur et illustrateur français.

## Biographie
On lui cite deux maîtres, Claude-François Fortier (1775-1835) et un second du nom de Guirlenger dont nous ne savons rien et qui exerça très vraisemblablement à Nancy.
Charles de Lalaisse est installé au 65, rue de la Harpe à Paris et participe au Salon de Paris entre 1835 et 1857.
Les archives du British Museum situent sa mort postérieure à 1874.

## Contributions bibliophiliques
- Fénelon, Les Aventures de Télémaque suivies des Aventures d'Antinoüs, gravures par Antoine François Gelée, Émile Giroux, Charles de Lalaisse et Jean-François Pourvoyeur d'après Victor Adam, Alphonse Henriot éditeur, Paris, 1837.
- Louis-Isaac Lemaistre de Sacy, La Bible, traduction de la Vulgate par Lemaistre de Sacy - Ancien Testament - Nouvelle édition ornée de figures gravées sur acier et comprenant les Évangiles de Notre Seigneur Jésus-Christ selon Saint Matthieu, Saint Marc, Saint Luc, Saint Jean, traduction de Lemaistre de Sacy, quatre volumes cent soixante gravures, certaines par Charles de Lalaisse, J.-J. Dubochet et Cie, Paris, 1837.
- Jules Janin, Versailles et son musée historique - Description complète de la ville, du palais, du musée, des jardins et des deux trianons, précédée d'un itinéraire de Paris à Versailles, suivie d'une notice historique, par ordre de numéros, de tous les tableaux, portraits, bas-reliefs, statues et bustes, contient une Vue du palais de Versailles gravée par Charles de Lalaisse, Ernest Bourdin libraire-éditeur, Paris, 1837.
- Charles Forster, Pologne, contient des planches gravées par Charles de Lalaisse, Firmin Didot Frères, Paris, 1840 :
  - Malborg, d'après Jean-Baptiste Arnout.
  - Château de Wilanów, d'après Jean-Baptiste Arnout.
  - La colonne de Sigismond III à Varsovie, d'après Auguste-Alexandre Guillaumot.
  - Le château de Zator, d'après Paul Dumouza.
- Joseph Jouannin et Jules van Gaver, Turquie, contient des planches dessinées par Charles de Lalaisse, d'autres gravées par lui, Firmin Didot Frères, Paris, 1840 :
  - Tribunal du grand Vizir, planche n°49 gravée par Marchand d'après le dessin de Charles de Lalaisse[6].
  - Audience d'un ambassadeur européen vers 1788, planche n°73 gravée par Chaillot d'après le dessin de Charles de Lalaisse[7].
  - Topkapı gravé par Charles de Lalaisse d'après le dessin de Léon Fleury.
  - Trébizonde, gravé par Charles de Lalaisse d'après le dessin d'Edmond Préaux.
- Charles Gavard, Galeries historiques de Versailles, 1845.
- Réunis en un recueil : Ferdinand Denis, Brésil et César Famin, Colombie et Guyanes, deux gravures de Charles de Lalaisse d'après Victor Danvin et Jacques-Hippolyte van der Burch, Firmin Didot Frères, Paris, 1846[8],[9].
- Joseph Bonaparte, Album des mémoires du Roi Joseph, gravures d'Adolphe Rouargue et Charles de Lalaisse d'après les dessins de Théodore Jung, Corréard, Paris, 1854.
- Album des vingt batailles de la Révolution et de l'Empire gravures d'Adolphe Rouargue, Charles de Lalaisse et Joseph Durond d'après Théodore Jung, Henri Plon imprimeur-éditeur, Paris, 1860.
- Pierre-Jean de Béranger, Ma biographie, gravures par Joseph Durond, Léopold Massard, Charles de Lalaisse, Jean-Denis Nargeot et François Théodore Ruhierre, Perrotin, Paris, 1860.
- Walter Scott, La Fiancée de Lammermoor, traduction française d'Auguste-Jean-Baptiste Defauconpret, frontispice gravé par Charles de Lalaisse d'après un dessin d'Auguste Raffet, Furne, Jouvet et Cie - Garnier Frères, 1872.
- Jean de La Fontaine, Fables de La Fontaine, gravure Le Lion et le Moucheron par Charles de Lalaisse d'après Jean-Michel Moreau, Furne, Jouvet et Cie, 1875[10].

## Collections publiques

### Allemagne
- Album des mémoires du Roi Joseph de Joseph Bonaparte contenant les gravures de Charles de Lalaisse d'après Théodore Jung :
  - Bibliothèque d'État de Berlin.
  - Badische Landesbibliothek, Karlsruhe.
  - Bayerische Staatsbibliothek, Munich.

### Australie
- Bibliothèque nationale d'Australie, Canberra, ancienne collection Rex Nan Kivell (en) :
  - Moraï d'Honaunau (Hawaï), gravure d'après Adolphe Rouargue[11].
  - Le Capitaine Cook fait mettre le feu aux maisons et aux pirogues des habitants d'Eimeo, gravure d'après Jean-Charles Pardinel[12].
- Musée national de la marine de Sydney, Mort du Capitaine Cook, gravure d'après Adolphe Rouargue, 1838[13].

### Belgique
- Musée royal de l'Armée et de l'Histoire militaire, Bruxelles, La prise de Gaète, 19 juillet 1806, gravure d'après Théodore Jung.

### Brésil
- Bibliothèque nationale du Brésil, Rio de Janeiro, gravures pour Brésil de Ferdinand Denis, Firmin Didot Frères, 1846 :
  - Forêt ouverte le long de Mucuri, d'après Victor Danvin[8].
  - Ville et château de Frederyca dans l'Île de Parayba en 1623, d'après Jacques-François ou Jacques-Hippolyte van der Burch[9].

### Canada
- Université McGill, Montréal, collection « Napoléon » :
  - Gravure pour les Galeries historiques de Versailles de Charles Gavard :
    - L'Armée française passe le Rhin à Strasbourg, 25 septembre 1805, d'après le dessin d'Auguste Sandoz et les peintures de Jean Alaux et Édouard May[14].

  - Gravures pour Album des mémoires du Roi Joseph de Joseph Bonaparte :
    - Bataille de Somosierra, 30 novembre 1808, d'après Théodore Jung[15].
    - Bataille de la Corogne, 16 janvier 1809, d'après Théodore Jung[16].
    - La  Prise de Porto, 29 mars 1809, d'après Théodore Jung[17].
    - Bataille de Waterloo, 18 juin 1815, d'après Théodore Jung[18].
    - Napoléon se rendant à bord du Bellerophon, d'après Henri Félix Emmanuel Philippoteaux[19].
    - Sépulture de Napoléon à Sainte-Hélène, gravure sur acier d'après le dessin d'Auguste Sandoz, peint par Jean Alaux d'après Horace Vernet et François Gérard[20].

### Espagne
- Bibliothèque nationale d'Espagne, Madrid :
  - Tolède, eau-forte d'après le dessin de David Roberts[21].
  - Passage de la Sierra Morena, 20 janvier 1810, gravure d'après le dessin de Théodore Jung pour l'Album des memoires du Roi Joseph de Joseph Bonaparte, 1854[22].
  - Le premier baiser d'Adam et Êve, eau-forte et burin d'après Jean-Jacques Flatters, vers 1862[23].
  - Adam et Ève chassés du Paradis, eau-forte et burin d'après le tableau de Jean-Achille Benouville, vers 1862[24].
- Bibliothèque valencienne, Valence, Le marché de Valence, burin et eau-forte[25].

### France
- Palais de Compiègne, La chambre mortuaire de Béranger, gravure, 1860[26].
- Musée du Nouveau Monde, La Rochelle, Nouvelle-Orléans, eau-forte et aquatinte d'après Jules Noël[27].
- Bibliothèque Mazarine, Paris, Album des vingt batailles de la Révolution et de l'Empire, gravures d'après Théodore Jung, 1860.
- Cabinet des estampes de la Bibliothèque nationale de France, Paris, Nouvelle-Orléans, eau-forte et aquatinte d'après Jules Noël.
- Musée de l'Armée, hôtel des Invalides, Paris, Sépulture de Napoléon à Sainte-Hélène, gravure sur acier d'après le dessin d'Auguste Sandoz, peint par Jean Alaux d'après Horace Vernet et François Gérard[28].
- Musée Carnavalet, Paris :
  - Paris, vue générale, eau-forte de Charles de Lalaisse d'après son propre dessin, ancienne collection Maurice Quentin Bauchart[29].
  - Bataille de Hastenbeck, 26 juillet 1757, gravure d'après Louis-Édouard Rioult, ancienne collection Maurice Quentin Bauchart[30].
  - 24 février 1848, gravure sur bois d'après le dessin d'Auguste Sandoz, ancienne collection Alfred de Liesville[31].
  - Place de la Concorde, 1848, gravure sur bois d'après le dessin d'Auguste Raffet, ancienne collection Alfred de Liesville[32].

### Italie
- Musei Civici de Monza, Le pont Charles de Prague, burin d'après Émile Rouargue[33].
- Procuratie Nuove, Venise, L'exécution de Marino Faliero, eau-forte d'après Émile Rouargue[34].
- Museo Correr, Venise :
  - Vue cartographique de la ville de Venise, gravure sur acier d'après Émile Rouargue[35].
  - Le carnaval sur la place Saint-Marc, eau-forte d'après Émile Rouargue[36].
  - Le palais ducal, la salle du grand conseil, eau-forte d'après Émile Rouargue[37].

### Pologne

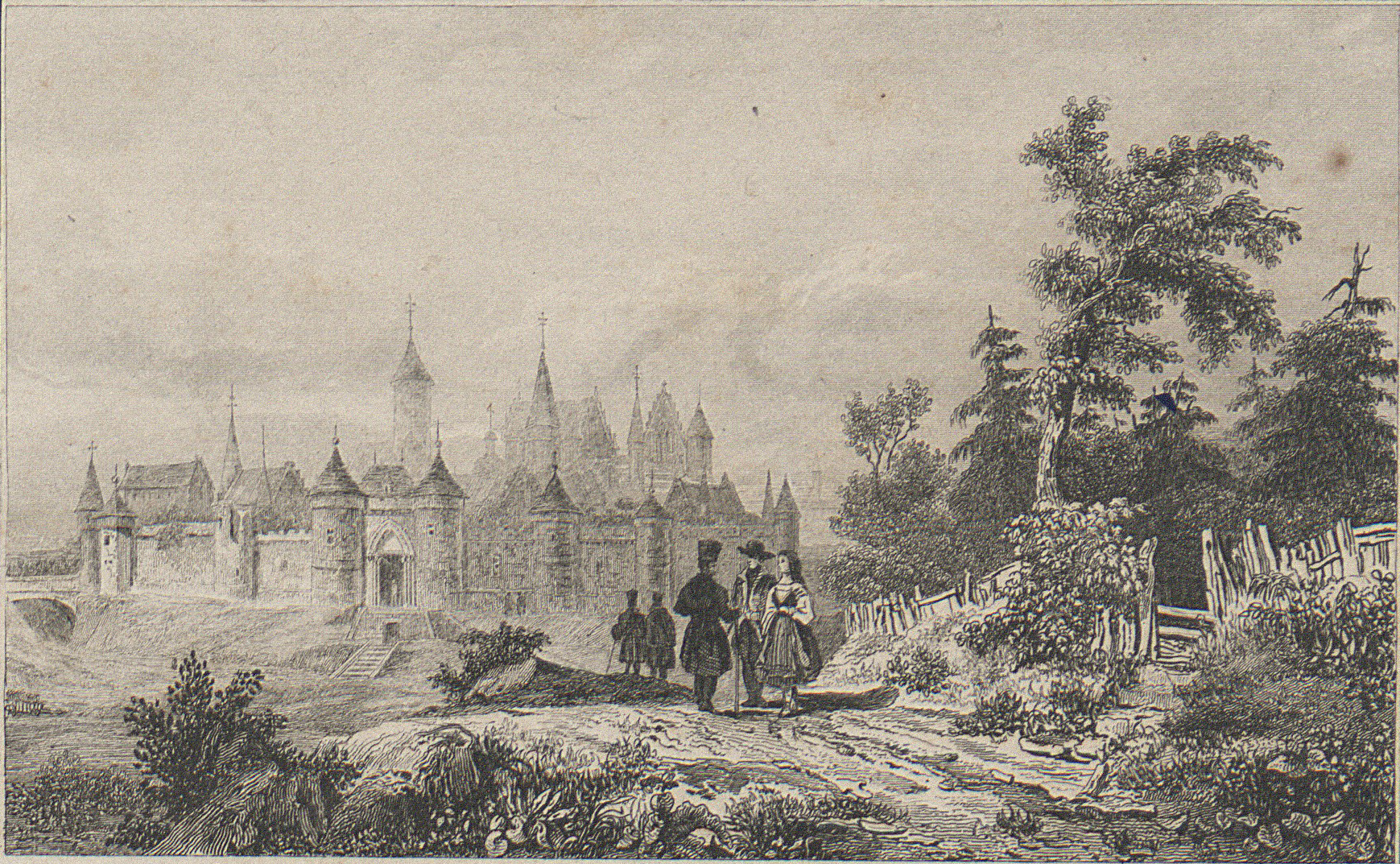
Charles de Lalaisse, Smolensk en 1611, gravure d'après Augustin François Lemaître, 1838

- Bibliothèque nationale de Pologne, Varsovie :
  - Smolensk en 1611, gravure d'après Augustin François Lemaître, 1838[38].
  - Gravures pour Pologne de Charles Forster :
    - La colonne de Sigismond III, d'après Auguste-Alexandre Guillaumot[39].
    - Le château de Wilanów, d'après Jean-Baptiste Arnout[40].

### Royaume-Uni
- British Museum, Londres, Gibraltar, gravure d'après Adolphe Rouargue, 1835-1839[5].
- Erddig, Wrexham, Hôtel de Jacques Cœur à Bourges, gravure d'après Adolphe Rouargue, 1863[41].

### Slovaquie
- Galerie de la ville de Bratislava, Sépulture de Napoléon Ier à Sainte-Hélène, gravure sur acier d'après le dessin d'Auguste Sandoz, peint par Jean Alaux d'après Horace Vernet et François Gérard[42].

### Suisse
- Bibliothèque centrale de Zurich, Album des vingt batailles de la Révolution et de l'Empire, gravures d'après Théodore Jung, 1860.